# 루콜리
루콜리(이탈리아어: Lucoli)는 이탈리아 아브루초주 라퀼라도에 있는 코무네이다. 캄포 펠리체 평야에 가까운 코무네 중 하나이며 스키 리조트로 유명하다. 2009년 라퀼라 지진의 진원지가 코무네의 북동쪽 경계였다.